# Фрутигер, Адриан
Адриан Фрутигер (1928—2015) — швейцарский типограф, художник-шрифтовик, дизайнер.

## Биография
Трудовую деятельность начал помощником наборщика в типографии Otto Schaeffli. В 1948—1951 годах учился каллиграфии в Школе изящных искусств (Цюрих).
В 1957—1967 годах работал арт-директором книжного издательства Editions Hermann в Париже. В 1963—1981 годах работал художественным консультантом в компании IBM, где разрабатывал шрифты для печатных машинок. Затем работал советником по типографике в компании по производству полиграфического оборудования Mergenthaler Linotype Company.
Фрутигер является автором более тридцати оригинальных шрифтов: Apollo (1964), Avenir (1988), Breughel (1982), Linotype Centennial (1986), Egyptienne (1960), Frutiger (1976), Glypha (1979), Icone (1982), Iridium (1975), Meridien (1955), OCR-B (1968), Ondine (1954), Opera (1959—60), Phoebus (1953), President (1954), Serifa (1967), Tiemann, Univers (1957), Versailles (1982), Vectora (1991) и др.

## Сочинения
- «Знаки и символы: их дизайн и значение»[5]
- «Форма и контрформа»[6]

## Награды
- медаль Type Directors Club[англ.] (Нью-Йорк, 1987)
- prix Gutenberg de la ville de Mayence (Германия, 1990)
- Grand prix national des arts graphiques (Франция, 1987)